# Eta (literă)

Litera grecească Eta, majusculă și minusculă

Eta (majusculă Η, literă mică η, în greacă veche ἦτα, în greacă ήτα, „ita”) este a șaptea literă a alfabetului grec.
În sistemul de numerație alfabetică greacă avea valoarea 8. Eta provine din litera feniciană  (heth). Din litera Eta au derivat ulterior litera H din alfabetul latin și litera И din alfabetul chirilic.